# 尺骨

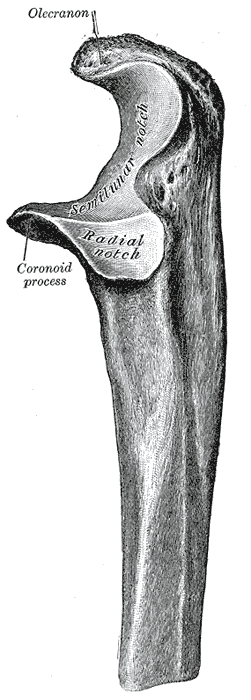
左尺骨近端，外侧观

尺骨（ulna）是位在人體上肢中，手心朝前時前臂內側的骨頭，即在尾指側的骨，在橈骨之旁。在靠近上臂處有一半月形的關節面，稱為滑車切跡，與肱骨滑車共同形成關節。切跡上方有兩個突起，分別稱為鷹嘴和冠突。
鹰嘴（olecranon）是尺骨滑车切迹上下两端2个突起中，上方的那个突起；有肱三头肌腱附着。冠突（coronoid process）是尺骨滑车切迹上下两端2个突起中，下方的那个突起；冠突外侧有桡切迹，与桡骨头相关节。

## 另見
- 尺骨附屬韌帶重建術（UCL, Ulnar Collateral Ligament Reconstruction）：又稱Tommy John韌帶重建手術

## 外部連結
- 解剖學(Anatomy)-骨頭-Ulna(尺骨) （页面存档备份，存于）